# 267

267(이백육십칠)은 266보다 크고 268보다 작은 자연수다.

## 수학
- 합성수로, 그 약수는 1, 3, 89, 267이다. 진약수의 합은 93이므로, 267은 부족수다.
  - 86번째 반소수다. 앞의 반소수는 265, 다음 반소수는 274다.
- {\displaystyle 88^{2}-1}은 267로 나누어떨어진다.

## 과학
- NGC 267(영어판): 큰부리새자리 방향에 있는 산개 성단.

## 교통
- 일본 267번 국도(일본어판): 구마모토현 히토요시시에서 가고시마현 사쓰마센다이시까지 이어지는 일본의 국도.
- 현도 제267호선

## 문화유산
- 대한민국의 국보 제267호: 초조본 아비달마식신족론 권12
- 대한민국의 보물 제267호: 임실 진구사지 석등
- 대한민국의 사적 제267호: 서울 암사동 유적

## 방송
- 지니 TV의 RNA 채널 번호.
- B tv의 EYTV 채널 번호.

## 스포츠
- 한국프로농구 합산 최고득점은 267점으로, 서울 삼성 썬더스 vs. 원주 동부 프로미의 경기에서 132-135로 원주 동부가 이긴 경기다.

## 기타
- 연도: 267년, 기원전 267년
- 보츠와나의 국제전화 국가번호.